# 靖国 YASUKUNI
『靖国 YASUKUNI』（やすくに）は、中国国営放送CCTV出身の李纓が制作した靖国神社に関する2007年（平成19年）のドキュメンタリー映画。

## 概要
中国国営放送CCTV出身の中国人李纓が監督となり文化庁所管特殊法人の助成金で制作したドキュメンタリー映画。李は1997年（平成9年）から10年間にわたって靖国神社を自ら取材した映像を収録したと説明している。1933年（昭和8年）から終戦まで日本刀鍛錬会によって靖国神社で製造されていた軍刀の最後の刀鍛冶へのインタビューを軸に、終戦の日の靖国神社境内の映像がナレーション無しで映し出される。主演の刀鍛冶師である刈谷直治は、取材は日本の伝統工芸の美や保存ついての記録映画を製作したいとの中国人の申し出を純粋な動機と受け止めて応じたもので、映画の趣旨も自分が主演者になることも一切事前に知らされず、李監督に騙されて撮影が行われたとして、自らの出演部分の映像の削除を求めている。
映画では、日本人青年と称する人物が境内で靖国神社批判を行い中国人と間違われて日本人から集団暴行を受ける場面や、中国が反日プロパガンダで使用する、いわゆる「南京大虐殺」で中国人を斬首する写真等が登場する。この他、小泉純一郎首相（当時）による靖国神社参拝の様子の他、台湾人による抗議デモ、旧日本陸海軍の軍服を着て参拝する日本人の集団、小泉元首相を支持するアメリカ人と称する人物が星条旗を掲げて境内に立つ姿などの場面が映し出される
。
靖国神社は、撮影許可を与えていないとする内容証明郵便を配給会社に送付し、関連部分の映像の削除を求めたが、配給会社は該当箇所を削除せずに公開を行った。

## 政治問題化

### 概要
2007年（平成19年）12月、東京都内でマスコミ試写が行われた後、週刊新潮が「中国人監督が靖国神社を取り上げた“反日”映画だ」と指摘、文化庁所管の独立行政法人が助成金を出している点を問題視した。これを知った自由民主党の国会議員・稲田朋美は、助成金交付の条件として禁止されている「政治的な訴え」や「政治的偏向」の有無を確認するため2008年（平成20年）2月、文化庁を通じて「映画を見たい」と要望。他の保守系議員からも国会で本映画に対する疑義が呈された。
このような状況から、映画館には公開上映を問題視する電話があり、また新聞記事や雑誌記事を読んだ市民が、東京・銀座の映画館前で上映中止を要求する運動をしたことから、公開を予定していた東京・大阪の5映画館が上映中止を決定した。
他方、主演の刀鍛冶やポスターに写っている自衛官は、「映画の内容を騙されて撮影された」「許可をしていない」と述べ、映画制作過程に対する疑義が呈された他、出演者の肖像権の問題が論じられた。

### 日本芸術文化振興会による助成金
本作は、文化庁所管の独立行政法人・日本芸術文化振興会の芸術文化振興基金から750万円の助成金を得て製作された。これについて国会議員の一部から、「助成基準にある『政治的な宣伝意図を有しないもの』に該当しないのではないか」との疑問が呈された。
参議院文部科学委員会で水落敏栄（自民党）の「客観性に欠け、政治的背景がある映画に助成金を出してよいのか」との質問に対し、文化庁の高塩至次長は、「日本映画とはわが国の法令により設立された法人が製作した映画。（助成交付の）基本方針をもとに審査が行われ、助成が決定した」と答弁した。水落は、「助成対象が日本映画とされているにもかかわらず、映画の製作者や製作スタッフの大部分が中国人で明らかに中国映画であり、客観性に欠け、助成金は返還すべき」と述べた。
産経新聞は、「（日本軍が中国人を斬首したとされる）中国側が反日プロパガンダに使っている写真などが使われ、政治的中立性が疑われている映画に助成金が支出されたのではないか」として助成金の適否の再検証を求め、「伝統と創造の会」が試写会を要請したことについても「あくまで助成金の適否を検討するためで、税金の使い道を監視しなければならない国会議員として当然の行為である」としている。なお、問題の写真について、主にいわゆる南京事件に対し疑わしい立場からの指摘がなされているが、稲田らが問題にしたのは、その写真の信憑性でなく、「もしコラージュであったとしてもそのような写真を使うことが、助成金の支出について政治的中立性を満たしているか」との疑問を呈したものであったと説明している。
この点について配給会社・アルゴ・ピクチャーズの宣伝担当者は、4月29日の『ニュースの深層Evolution』で、「助成金を申請した理由はお金の問題ではなく、靖国神社は否定的な意味で中国と韓国で話題になっており、いい方向に持って行くためにも中国、韓国、日本のお金を出しあった映画にしたかった」という李監督の弁明を紹介した。
李纓の内縁の妻で、CCTVホームショッピングと称するネット通信販売会社「株式会社ジャパンブランド」を経営する南京出身の中国人、耿忠（通名: 中田和世）は、外務省及び経済産業省等が資金拠出して開催している外部委託事業(日中映像交流事業)「上海・日本映画祭」「北京・日中映画祭」を、2006年から独占的に受注している。両「日本映画祭」は、上海及び北京の現地政府及び中国共産党宣伝部系組織が毎年開催している大規模行事「上海国際映画週間」「中国国際映画週間」の期間に便乗する形で開催されている。当初、「日本映画祭」は耿忠が経営する別会社「ムーランプロモーション」が独占受注していたが、中国人が日本政府事業を独占し、拠出金の使途が不明瞭で事業収支報告が杜撰であると委託元に指摘され、また政府拠出金の支出先の一部が李纓である疑いが持たれた後、事業受注者名義を「 NPO法人日中映画祭実行委員会」に変更した。現在、日中映像交流事業の受注者は、耿忠が理事長を務める「 NPO法人日中映画祭実行委員会」となっており、受注後に耿忠が自らの別会社「ムーランプロモーション」に事業を再委託している。

### 国会議員による試写会
稲田朋美を始めとする議員連盟・「伝統と創造の会」、今津寛を会長とする「平和を願い真の国益を考え靖国神社参拝を支持する若手国会議員の会」（以下「平和靖国議連」）などが、助成金基準に合致しているかどうかの確認のために文化庁を通じて試写会を要請した。配給会社は、当初「検閲」と反発したが、全ての国会議員を対象にするという条件で承諾し、3月12日に国会議員80人が参加した試写会が開かれた。稲田は、「検閲の意図は全くないが、政治的に中立な映画かどうかは若干の疑問を感じた。イデオロギー的なメッセージを強く感じた」と述べた。
この試写会について稲田は、「（2008年3月27日の）朝日新聞が報じたような『（私が）事前の（公開前）試写を求めた』という事実は断じてない。助成金を問題にする前提として対象となる映画を見たいと思うのは当然であり、映画の『公開』について問題にする意思は全くなかったし、今もない。『事前の試写を求めた』という歪曲について朝日に訂正を求めているが、いまだ訂正はない」としている。その後、4月11日に朝日新聞社は、「記事内容に誤りはなく訂正はしない」との内容証明郵便を出した が、これに対し稲田は、「朝日新聞のダブル・スタンダードである」として『WiLL』6月号に反論を掲載した。
週刊朝日への稲田の寄稿 によれば、「文化庁に映画を見たいとお願いした、助成した側だから（当該映画の）DVDくらいあると思っていた。助成の妥当性だけが問題だから公開の前後という意識はまったくなかった」とし、加藤紘一がテレビ局から提供されたDVDを見て「素晴らしい映画だと感想を述べていた」ことをあげ、「検閲とは国家機関が表現内容を調べて取り締まることを目的とするものだ。伝創会は自民党一年生議員の勉強会にすぎず、むしろ、問題にしたのは国家の助成だ、内容の取締りを問題にしないから、およそ検閲を議論する余地はない。『萬犬虚にほえる』の類だ」と主張し、文化庁に「事前に試写したいと申し入れていない」と、映画を検証のために観たいと文化庁に事前に要求したが、検閲の外形も意図も無く、試写会を要求した訳でもない旨を述べた。
一方、稲田自身のブログ では、「映画の最後でいわゆる『南京大虐殺』にまつわるとされる真偽不明の写真が多数映し出され、その合間に靖国神社に参拝される若かりし日の昭和天皇のお姿や当時の国民の様子などを織り交ぜ、巧みにそのメッセージを伝えている」「映画『靖国』では、この百人斬り競争の新聞記事を紹介し、『靖国刀匠』をクローズアップすることにより、日本軍人が日本刀で残虐行為を行ったというメッセージを伝えている」と批判的感想を述べている。

### 公開の延期
2008年（平成20年）12月に東京で行われた試写会をきっかけに、週刊新潮が「中国人監督が作った『反日』映画」と論評した。この記事が発表され、国会議員らによる事前鑑賞要求の動きがあった後、上映を予定していた映画館に対する抗議活動や電話による公開中止を求める抗議があった。
これらの抗議により、2008年（平成20年）4月12日からの公開を予定していた同映画館を含む東京都の4映画館と大阪府の1映画館の全てが「周辺の商業施設に迷惑をかけることになる」として上映の中止を決めた。また、名古屋での5月3日からの公開も延期になった。
これに対し、4月1日に渡海紀三朗文部科学大臣は、「あってはならないこと。非常に残念であり、再発しないよう（文科省として）何かやっていかなければならない」と発言した。稲田も、「私たちの行動が表現の自由に対する制限でないことを明らかにするためにも、上映を中止していただきたくない」との談話を出している。
4月18日、日本の団体を対象にした試写会が開催されたが、「労作」「駄作」と賛否両論に大きく分かれた。中には、「自分達も靖国神社に関する映画を作るべきだ」という意見もあった。
映画演劇労働組合連合会は、表現の自由を守って上映を行うよう抗議声明を発した。ただ、かつて映画演劇労働組合連合会は、『プライド・運命の瞬間』や『ムルデカ17805』について上映反対運動を行ったため、イデオロギーからの二重基準による訴え、との批判も受けた。
最終的に、当初予定よりも3週間遅れとなった5月3日に東京の独立系映画館で公開された。続いて全国各地の映画館で順次公開された。

#### 高知県における上映
配給元のアルゴ・ピクチャーズは、刀匠が在住している高知県について、刀匠が作品に難色を示していることを理由に公開しないとしていた が、後に方針を転換し、要請があれば可能な限り上映する意向を示した。6月30日に四万十市で住民による自主上映がおこなわれ、7月21日に高知県立県民文化ホールで上映された。

## 問題

### 肖像権侵害
3月27日の国会質疑の中で有村治子は、「直接電話で確認をとったところ、主演者の刀鍛冶は、自身の映像の削除を求めている」と発言した。これに対して李監督は、刀鍛冶師の発言は、国会議員の政治的圧力によって変心させられたもの、と反発した。
こうした一連の動きを経て行われた報道機関によるインタビューの中で、刀鍛冶職人の刈谷直治は、映画の主たる登場人物となることについて承諾しておらず、完成品の映画も見せられていないと述べた。それによれば、「『美術品として純粋に靖国刀匠、匠のドキュメンタリーを撮りたい』という若い中国人の青年の申し出に、刀をつくる自らの映像を撮影することは承諾した」が、靖国神社についての映画において自身の肖像が入ることは承服していないとしている。また、刀鍛冶職人は「作品から自分の映像を一切外して欲しい」と要求したが、製作側はこれまでに対応措置を取っていない。
2008年（平成20年）4月11日付の産経新聞や毎日新聞など全ての全国紙、4月10日付高知新聞夕刊、4月10日放送のTBS・「NEWS23」のインタビューをはじめ、他の複数の報道機関による直接取材が、刈谷が(自らの映像を）「削除して欲しい」、「李監督に騙された」と語ったことを文字及び映像で伝えている。一方、『AERA』のみが、「刀匠は監督に削除を要求したことはなく、今後も要求するつもりはないと語っている」とする記事を掲載した。
この齟齬について、月刊誌『創』6月号は、「『AERA』記者によると、刀匠は当初、映画が完全に出来上がって上映寸前になっていることを認識しておらず、頼めば変更ができるかと思っていた。ところがそうでないことをAERA記者が説明したところ、『ああ、それなら削除を求めない』と語った」との記事を掲載した。なお、AERAのインタビューで刀匠は、「靖国神社の映画だと知っていた」「作品を見て問題があるとは思っていない」「出演シーンの削除を依頼したことはない」「今後も削除を依頼することはない」と答えたことになっている。
また、作品のパンフレットに掲載されている制服姿の青年は現役の自衛官だったが、本人は掲載について何も知らされていなかった。
また、この映画に約１分半にわたって登場する、NPO法人理事などを務める黒岩徹が肖像権を侵害されたとして、監督や映画会社を相手取り賠償金などを求める民事訴訟を2009年（平成21年）に起こし、2010年（平成22年）12月24日に和解が成立、被告は賠償金を支払ったという。

### 許可無しでの撮影
靖国神社側は、「撮影許可の手続きが守られておらず、事実誤認を招く映像などがある」とし、撮影許可を与えた記録も無く、上記の肖像権問題もあるとして、一部の映像の削除を要請する内容証明郵便を配給元に発送した が、配給元は、要請部分を削除することなく、そのまま公開した。

## 評価
- 撮影に応じた人々のうち、菅原龍憲、高金素梅の2名は、靖国神社に対して台湾人の合祀を取りやめるように求める訴訟の当事者であり、もう1名の刀鍛冶職人（刈谷直治）は、「出演依頼の際に受けた説明と実際の扱い方が全く違う」と主張すると同時に自分の映像の使われ方について納得しておらず該当する箇所の削除を求めている。
- 新右翼団体・一水会顧問の鈴木邦男は、「靖国神社を通し、〈日本〉を考える。『戦争と平和』を考える。何も知らなかった自分が恥ずかしい。厳しいが、愛がある。これは『愛日映画』だ！」と絶賛した[26]。
- 有村治子は、この映画の企画の段階で靖国支持者の主張は対象にしないとされており、反靖国・中国の歴史認識の主張そのものを取り上げている映画であると指摘。また、本作は、知られざる事実として「靖国の御神体は日本刀である」としているが、有村が靖国神社に確認したところ事実でないとの回答があったとし、ドキュメンタリー映画としても程度が低いと批判している[21]。一方、雑誌『正論』2005年8月号に収録のインタビュー・「靖国の言い分、英霊の声」（P.52）において、靖国神社・前宮司の湯澤貞は、「霊璽簿は一年間、本殿の中に置いておきます。靖国神社のご神体は刀で、一年間本殿でお祀りしている間に御霊がこのご神体に移ります。」と発言している。なお、このご神体の件については、ネット配信された討論番組にて、監督の李纓氏の認識の誤りを青山繁晴氏が諭すが、議論がかみ合わなかった。李纓監督の日本語能力の欠如なのか、それを逆手に取った強引な李纓監督の論理のすり替えなのかは判断できない[27]。
- 『靖国』の著者・坪内祐三は、この映画には、いくつかの誤解を与える表現による情報・イメージ操作があると述べている[28]。
- 長谷部恭男東京大学教授は、ドキュメンタリー映画としては掘り下げの足りない凡作と評している[29]。
- 宇多丸は自身の冠番組の映画評論コーナーにおいて、

1. 靖国問題について語る参拝者の会話が文脈を成していないにもかかわらず「～ねえ？」と、その場の空気で会話を形成している
2. 監督と刀鍛冶のインタビューにおいて刀鍛冶が押し黙るという評論がなされるが、これは実際に映像を観れば、中国人監督の日本語能力不足により、日本人刀鍛冶に監督の質問の意図が通じていないだけ、ということが分かる

など数点の映画内における日本語を扱う人々の会話の通じていない様を挙げ、「靖国問題さておき、日本語のディスコミュニケーションが浮き彫りになっている映画」としている。

## 文献
- 森達也、鈴木邦男、宮台真司『映画「靖国」上映中止をめぐる大議論』創出版、2008年6月。ISBN 978-4-924718-88-3。